# Raisa Smetaninová
Raisa Petrovna Smetaninová (rusky Сметанина, Раиса Петровна), (* 29. února 1952, Mochča, Komi) je bývalá sovětská a ruská běžkyně na lyžích. Je první ženou v historii, která získala 10 medailí na Zimních olympijských hrách, závodila na pěti olympiádách, čtyřikrát v dresu Sovětského svazu a jednou za tým Společenství nezávislých států. Pochází ze severní části republiky Komi, z rodiny komijských pastevců, a od malička se učila jezdit na lyžích v tundře.

## Olympijská nej Raisy Smetaninové
- Nejvíce medailí v historii mezi ženami na ZOH (10), v roce 2018 ji překonala Marit Bjørgenová
- První sportovec mezi muži i ženami, který získal medaili na 5 po sobě jdoucích ZOH.
- Nejstarší sportovkyně, která získala zlatou medaili na ZOH (v necelých 40 letech)[1], v roce 2010 ji překonala Anette Norbergová[2]

## Ankety a ocenění
- 1976 Zasloužilý mistr sportu SSSR
- Leninův řád
- Řád rudé hvězdy práce
- 1984 Řád Přátelství mezi národy
- Řád Odznak cti
- 1979 Medaile Holmenkollen